# Перди, Боб
Ро́берт «Боб» Пе́рди (англ. Robert "Bob" Purdie; 18 февраля 1911, Глазго — 9 июля 1982, Новая Зеландия) — новозеландский боксёр, представитель лёгкой и полулёгкой весовых категорий. Выступал за сборную Новой Зеландии по боксу в начале 1930-х годов, трёхкратный победитель национального первенства, участник летних Олимпийских игр в Лос-Анджелесе.

## Биография
Боб Перди родился 18 февраля 1911 года в городе Глазго, Шотландия, однако впоследствии переехал на постоянное жительство в Новую Зеландию, где серьёзно занимался боксом.
Первого серьёзного успеха на ринге добился в 1930 году, когда в полулёгкой весовой категории одержал победу на любительском чемпионате Новой Зеландии по боксу и был награждён Поясом Джеймисона как самый техничный боксёр турнира. Год спустя вновь стал лучшим боксёром своей страны, ещё через год в третий раз подряд выиграл новозеландское национальное первенство, но на сей раз уже в лёгком весе.
В 1932 году Перди вошёл в основной состав новозеландской национальной сборной и благодаря череде удачных выступлений удостоился права защищать честь страны на летних Олимпийских играх в Лос-Анджелесе. Тем не менее, провёл здесь только один единственный бой — на предварительном этапе лёгкой весовой категории проиграл итальянцу Марио Бьянкини. Как сообщала новозеландская газета The Evening Post Перди явно выиграл два первых раунда и даже сумел отправить соперника в нокдаун, но в третьем пропустил множество сильных ударов, и судьи в итоге отдали победу Бьянкини. Отмечается, что зал отреагировал на такое решение неодобрительным гулом.
О дальнейшей спортивной карьере Боба Перди ничего не известно — вероятно, он завершил спортивную карьеру сразу после лос-анджелесской Олимпиады. Известно, что он проживал в Новой Зеландии и был прихожанином Церкви Англии.
Умер 9 июля 1982 года в Новой Зеландии в возрасте 71 года. Его тело было кремировано в Окленде.